# سنتریکا
سنتریکا (به انگلیسی: Centrica) شرکت برق بریتانیایی است، که در زمینه تولید و توزیع برق در بریتانیا و آمریکای شمالی فعالیت می‌کند.
شرکت سنتریکا در زمینهٔ اکتشاف، تولید و توزیع گاز طبیعی در اروپا نیز فعالیت می‌کند و از طریق شرکت‌های تابعه شرکت گاز بریتانیا و شرکت گاز اسکاتلند به‌عنوان بزرگترین تأمین‌کنندهٔ گاز در بریتانیا شناخته می‌شود.
بخشی از سهام شرکت سنتریکا در بازار بورس لندن دادوستد می‌شود. این شرکت در سال ۲۰۱۱ با ارزش بازاری بالغ بر ۱۵ میلیارد پوند، در رتبهٔ ۲۶ از بزرگترین شرکت‌های فعال در بورس اوراق بهادار لندن قرار داشت.